# Бэкмен, Рэнди
Рэ́нди Бэ́кмен (англ. Randy Bachman, полное имя — Рэ́ндольф Чарльз Бэ́кмен - часто неправильно "Бахман" (англ. Randolph Charles Bachman); род. 27 сентября 1943 года, Виннипег, Канада) — канадский музыкант, гитарист, автор песен, участник и основатель классической рок-группы The Guess Who и хард-рок-группы Bachman-Turner Overdrive. Он также являлся членом групп Brave Belt, Union, Ironhorse и записывался как сольный исполнитель. Кроме того, Бэкмен — радиоведущий на национальном CBC Radio, где ведёт еженедельное музыкальное шоу Vinyl Tap. В 2016 году Бэкмен был введён в Зал славы и музей музыкантов (Musicians Hall of Fame and Museum).

## Биография

### Ранние годы
Рэнди Бэкмен родился 27 сентября 1943 года в Виннипеге, провинция Манитоба, Канада, в семье Карла (Чарли) Бэкмена и Анне (Нэнси) Добрински. Он наполовину немецкого, наполовину украинского происхождения. С пяти до двенадцати лет учился игре на скрипке, однако остался недоволен методикой преподавания. При этом Рэнди обнаружил, что, хотя и не овладел в достаточной мере нотной грамотой, он мог играть всё что угодно, если лишь однажды это услышал; он назвал это своей фонографической памятью.
В возрасте 15 лет Рэнди увидел в одном из телешоу выступление Элвиса Пресли с гитарой и был покорён. Он выучил три аккорда у своего двоюродного брата, а затем начал практиковать на модифицированном гавайском добро. В 16 лет Бэкмен познакомился с гитаристом и музыкальным педагогом Ленни Бро и в течение следующих двух лет брал у него уроки.
Изучение гитары отрицательно сказалось на школьном образовании. Дело дошло до того, что в старших классах Рэнди из-за «отсутствия прилежания» был исключён из одной средней школы и завершил своё обучение в другой. Образование он продолжил в колледже Ред Ривер в Виннипеге, где учился на бизнес-администатора, но так его и не закончил.

### The Guess Who
В 1960 году Рэнди стал гитаристом группы Micky Brown and The Velvetones, которая выступала не только в местных клубах, но и на радио. Ребята использовали в основном заёмный репертуар, но Бэкмен добавил к нему и инструментал собственного сочинения "Randy's Rock". В том же году он и Чед Аллан учредили группу Allan and The Silvertones, которая в 1962-м изменила своё название на Chad Allan and The Reflections, а три года спустя была переименована в The Guess Who. В 1965-м кавер-версия Johnny Kidd & The Pirates "Shakin' All Over" в исполнении The Guess Who стала хитом номер один в Канаде, а также попала в чарт в США под номером 22. В 1966 году Чед Аллан покинул группу, а основным вокалистом стал Бёртон Каммингс. В период с 1966 по 1968 год команде удалось выпустить несколько синглов, которые пробились в Top 40 хитов в Канаде. В начале 1969 года группа, наконец, вышла на международный уровень с хитовой песней "These Eyes", сочинённой Бэкменом в соавторстве с Каммингсом. В течение следующих двух лет The Guess Who выпустили три успешных альбома: Wheatfield Soul (1969), Canned Wheat (1969) и American Woman (1970), благодаря чему к коллективу стали относиться с бо́льшим интересом. В начале 1970 года, впервые для группы из Канады, сингл The Guess Who "American Woman" попал на первое место в американских чартах Hot 100. Однако, несмотря на явный прогресс группы, Бэкмен вскоре после выхода "American Woman" покинул её на пике популярности. Свой уход он объяснял тем, что был не согласен с образом жизни других участников группы, который вступал в противоречие с его убеждениями после обращения в Церковь Иисуса Христа Святых последних дней, а также желанием проводить больше времени с членами своей семьи. Кроме того, у него были проблемы со здоровьем, связанные с желчным пузырем, и он должен был находиться под наблюдением врача, что было трудно сделать во время гастрольных туров.

### Brave Belt и Bachman-Turner Overdrive
Перед уходом из The Guess Who в мае 1970 года Бэкмен записал инструментальный сольный альбом Axe для RCA Records. В следующем году он c Чедом Алланом сформировал кантри-рок-группу Brave Belt. Свой первый LP, одноимённый с названием группы, они выпустили в 1971 году. 18-летний Робби Бэкмен, младший брат Рэнди, был у них барабанщиком. Впоследствии к Brave Belt присоединился Фред Тёрнер в качестве басиста и вокалиста, в результате чего группа стала более тяжёлой, что привело к уходу Чеда Аллана.
К оставшемуся составу из трёх человек присоединился другой брат Рэнди Тим Бэкмен в качестве второго гитариста, а затем Brave Belt были распущены, для того чтобы сформировать другую группу. Новый коллектив с тем же составом назвали Bachman-Turner Overdrive (чаще именуется как BTO). Они подписали контракт на записи с Mercury Records и в мае 1973 года выпустили свой первый одноимённый альбом Bachman-Turner Overdrive. В декабре 1973-го группа выпустила свой второй альбом — Bachman-Turner Overdrive II. Он принёс группе бо́льший коммерческий успех, чем их дебют, и включал такие хиты, как "Takin' Care of Business" и "Let It Ride", которые в чартах США завоевали 12-ю и 23-ю позиции соответственно. В 1974 году они выпустили свой третий альбом под названием Not Fragile, ставший релиз-хитом номер один в альбомных чартах в США и Канаде. В него вошли такие хиты, как "Roll On Down the Highway" и "You Ain’t Seen Nothin' Yet", которые заняли 14-е и 1-е места соответственно. Таким образом, за Рэнди значится редкое достижение — записать хиты номер один в американских чартах для двух разных канадских групп (другой подобный хит — "American Woman", сочинённый для The Guess Who).
Группа оставалась в чартах до середины 1970-х годов с их следующими двумя альбомами — Four Wheel Drive и Head On. В конце 1976 года во время записи своего шестого студийного альбома Freeways внутри группы возникли некоторые разногласия. Бэкмен написал все, кроме одной песни, и пел почти в каждой из них, кроме двух, в то время как другие участники чувствовали, что у них недостаточно хорошего материала для записи, и хотели отложить релиз. После выпуска альбом попал в чарт под номером 70 в США, но не имел хитовых синглов. Рэнди Бэкмен официально покинул группу в середине марта 1977 года. Остальная часть группы продолжила записываться и гастролировать до конца десятилетия, после того как Рэнди согласится продать права на название BTO другим участникам группы.

### 1979—1981
После ухода из Bachman-Turner Overdrive Бэкмен в 1978 году записал для Polydor Records свой второй сольный альбом Survivor. В записи приняла участие бэк-группа, в которую вошли экс-клавишник The Guess Who Бёртон Каммингс, барабанщики Джефф Поркаро и Иэн Гардинер и саксофонист из Лос-Анджелеса Том Скотт. Однако этот релиз продавался не лучше своего предшественника. Затем Бэкмен сформировал новую хард-рок-группу с басистом и вокалистом Томом Спарксом, которую назвали Ironhorse. Ironhorse выпустили свой дебютный одноимённый альбом в 1979 году. Он содержал сингл "Sweet Lui-Louise", который занял 36-е и 26-е места в чартах США и Канады соответственно, а также хорошо выступил в Европе, включая Италию. После тура, посвящённого этому альбому, Том Спаркс покинул группу и был заменён Фрэнком Лудвигом. Команда выпустила второй альбом в 1980 году под названием Everything Is Grey. После этих двух относительно удачных пластинок группа распалась, повторив судьбу BTO. После этого Фред Тёрнер и Рэнди создали новую группу под названием Union и выпустили только один альбом под названием On Strike в 1981 году.
Позже в документальном фильме «От лохмотьев к богатству и обратно» (From Rags to Riches and Back) Рэнди вспоминал, что к 1977 году он заработал почти 10 миллионов долларов, а через четыре года обанкротился. По его мнению, во многом этому способствовали крупные инвестиции в музыкальные проекты, которые не стали плодотворными. Он связывает эти события и с разводом со своей первой женой Лорейн Стивенсон и судебными баталиями по поводу опеки над их детьми.

### 1980-е и 1990-е, воссоединения
В 1983 году Бэкмен ненадолго воссоединился с The Guess Who, включая Бёртона Каммингса и других участников времён записи "American Woman". Группа совершила поездку по Канаде и выпустила видео концертных выступлений. После того, как совместное турне завершилось, Бэкмен присоединился к Bachman-Turner Overdrive с Фредом Тёрнером, Тимом Бэкменом и Гарри Петерсоном из The Guess Who. Преобразованная группа выпустила одноимённый Bachman-Turner Overdrive в 1984-м, а также концертный альбом в 1986 году. В 1987-м Рэнди покинул группу.
В 1988 году Bachman-Turner Overdrive снова преобразились, на этот раз в популярном составе 1974—1977 годов. Группа гастролировала вместе до 1991 года, когда Рэнди снова ушёл. Он вернулся в The Guess Who в августе 1999 года в Виннипеге в конце XIII Панамериканских игр.

### 2000-е
Бэкмен продолжил сотрудничество с The Guess Who и участвовал с ними в нескольких турах. В 2000 году он выступил в качестве гостя на «Симпсонах» в эпизоде с самим собой в вымышленном воссоединении со своими бывшими товарищами по группе Bachman-Turner Overdrive Фредом Тёрнером и Робином Бэкменом.
В 2001 году Бэкмен получил почётную степень доктора музыки от Университета Брандона в городе Брандон, Манитоба, наряду с другими членами The Who Guess. В том году он также выиграл три SOCAN Classic Awards. В 2005-м Бэкмен был награждён орденом Манитоба — высшей наградой провинции Манитоба. В 2001 году он в составе The Guess Who был впервые введён в Аллею славы Канады. В 2002 году The Guess Who были награждены Премией генерал-губернатора за исполнительское искусство (Governor General's Performing Arts Award), которая является в Канаде главным отличием за достижения в исполнительском искусстве. В июле 2003 года Бэкмен покинул The Guess Who вместе с певцом Бёртоном Каммингсом, чтобы создать новый проект под названием Bachman Cummings.
В 2004 году Рэнди Бэкмен выпустил альбом оригинальных мелодично-джазовых песен под названием Jazz Thing. Летом 2005-го он начал вести радиопостановку "Vinyl Tap" на CBC Radio One. Для этого он ставил аудиозаписи, вспоминал о личных встречах с известными артистами и музыкантами во время своей 50-летней карьеры в рок-музыке. 2 июля 2005 года Бэкмен выступил на канадском этапе мега-концерта Live 8, организованного Бобом Гелдофом. В 2008 году он был удостоен степени офицера Ордена Канады.
Бэкмен продолжил свою карьеру в туре с группой Randy Bachman Band, а также с группой Bachman-Cummings Band. В течение этого времени он участвовал в театральном представлении под названием «Каждая песня рассказывает историю» (Every Song Tells a Story), в котором он выступал вживую и отдельно от своей группы, часто рассказывая истории, лежащие в основе написания его самых известных произведений 1960-х и 1970-х годов. Летом 2006 года Бэкмен и Бёртон Каммингс выступали по всей Канаде в составе Bachman & Cummings во время гастролей с рок-группой The Carpet Frogs. В сентябре 2010-го Рэнди и Фред Тёрнер выпустили новый альбом Bachman & Turner. Сингл альбома "Rollin' Along" вышел в июне 2010 года на iTunes. Пара совершила двухлетнее мировое турне (2010—2011 гг.) под названием "Bachman & Turner", которое началось на фестивале "Sweden Rock" в июне 2010 года. Они также участвовали на Фестивале высокого напряжения (High Voltage Festival) в Лондоне, Великобритания, в июле 2010 года и Manitoba Homecoming Event в Виннипеге, Манитоба. Бэкмен и Тёрнер выпустили совместный сингл "Rock n' Roll Is The Only Way Out" на своём официальном сайте.

### 2010-е
В 2012 году Рэнди Бэкмен был введён в Аллею славы Канады во второй раз, хотя и в качестве сольного исполнителя. В июне 2015-го он также получил награду SOCAN Lifetime Achievement Award. В 2014 году он выпустил пакет домашнего видео своих выступлений «Каждая песня рассказывает историю», который включает в себя иногда сопровождающий симфонический оркестр.
В 2015 году Бэкмен вместе со своей незадолго до этого сформированной одноимённой группой Bachman выпустил альбом под названием Heavy Blues. На альбом оказал влияние классический блюз-рок 1960-х годов, и в нём представлены музыкальные произведения других музыкантов, в том числе: Нила Янга, Джо Бонамассы, Питера Фрэмптона, Роберта Рэндольфа и Джефа Хили. Позже, в марте 2018 года, Рэнди Бэкмен выпустил альбом в память о Джордже Харрисоне, который содержит кавер-версию хитов последнего. В альбом вошла одна оригинальная песня под названием "Between Two Mountains", а также альбомная версия "While My Guitar Gently Weeps" Уолтера Траута.

## Сольная дискография
- 1970 — Axe
- 1978 — Survivor
- 1992 — Any Road (на обложке в качестве имени автора значится просто Bachman)
- 1993 — Bob's Garage (мини-альбом из 5 треков, записанный для радиопостановки в Сиэтле)
- 1996 — Merge
- 1998 — Songbook
- 2001 — Every Song Tells A Story
- 2004 — Jazz Thing
- 2006 — Bachman-Cummings Songbook (сборник, в котором представлены треки из The Guess Who, Burton Cummings и Bachman–Turner Overdrive).
- 2006 — The Thunderbird Trax (сборник ранее не изданного материала, записанный Бэкменом и Каммингсом в домашней студии Бэкмена в 1987 г.)
- 2007 — Jazz Thing II
- 2007 — Jukebox
- 2008 — Takin' Care of Christmas (сборник Бэкмена, исполняющего классические рождественские песни, с заглавным треком, являющимся переработанной версией "Takin' Care of Business" ВТО)
- 2010 — Bachman & Turner (с бывшим вокалистом и басистом BTO Фредом Тёрнером)
- 2014 —  Vinyl Tap Every Song Tells A Story
- 2015 — Heavy Blues
- 2018 — By George By Bachman (альбом в память о Джордже Харрисоне[19])

## Видеодискография
- 2001 — Every Song Tells A Story
- 2005 — Live 8 Barrie (песня "Takin' Care of Business" исполнена с группой The Carpet Frogs: Бёртон Каммингс должен был выступить с Бэкменом, но не смог присутствовать)
- 2006 — Jazz Thing Live in Toronto (с участием Кёртиса Стигерса, Джоэла Кроукера, Тала Бэкмена, Стефана Моччо и Дениз МакКанн Бэкмен)
- 2006 — First Time Around (с Бёртоном Каммингсом и The Carpet Frogs в качестве группы Бёртона-Каммингса)
- 2011 — Bachman And Turner (концертная запись с Фредом Тёрнером из бального зала Роузленд)
- 2014 — Vinyl Tap Every Song Tells A Story

## Личная жизнь
Первый брак Рэнди Бэкмена был с Лорейн Стивенсон (с 1966 по 1977 год). Стивенсон родила от него шестерых детей. Его сын Тал Бэкмен — музыкант, прославившийся благодаря своей песне "She's So High", которая вошла в Top 20 хитов 1999 года. Дочь Рэнди Лорелей Бэкмен также музыкант и автор песен.
С 1982 по 2011 год Рэнди был женат на Дениз МакКанн, у пары есть один ребёнок. Они проживали на острове Солт-Спринг, провинция Британская Колумбия, Канада. Бэкмен и МакКанн расстались в 2011 году.
Всего у Рэнди Бэкмена семеро детей от двух браков, 26 внуков и 4 правнука.
Бэкмен является членом канадской благотворительной организации «Художники против расизма».